# Friedrich Pesendorfer
Friedrich Josef Pesendorfer (* 9. März 1867 in Gmunden; † 7. Mai 1935 in Linz) war ein österreichischer Schriftsteller und röm. kath. Priester.

## Leben
Friedrich Pesendorfer war das fünfte Kind (von sieben) des Ehepaares Franz Pesendorfer (Arzt) und Emilie, geb. Czerny. Nach der Volksschule in Gmunden besuchte er zunächst das Staatsgymnasium in Linz, später das Jesuitenkolleg in Linz-Freinberg. Im Linzer Priesterseminar studierte er katholische Theologie, wurde 1889 zum Priester geweiht und war anschließend an der Stadtpfarre Wels in der Seelsorge tätig. 1897–1906 war er Domprediger am Alten Linzer Dom. 1894 gründete er die Dombauzeitschrift Ave Maria, mit der er die Errichtung des dann 1924 konsekrierten Neuen Linzer Domes förderte und publizistisch begleitete. 1896–1925 war er in leitender Funktion (ab 1914 Generaldirektor) des Verlags des katholischen Pressvereins tätig. 1919 wurde er zum Päpstlichen Ehrenkämmerer ernannt.
Er entfaltete eine vielseitige schriftstellerische Tätigkeit und gab ernste, humoristische und mundartliche Dichtungen (Aphorismen) heraus und verfasste Reiseberichte. Seine Beiträge erschienen u. a. im Linzer Volksblatt und in der Welser Zeitung, häufig unter Pseudonymen wie: Onkel Fritz, Fritz Ulk, Friedrich von Traunsee, Friedrich v. d. Traun und Poeticus.
Er war seit 1904 Ehrenmitglied der katholischen Studentenverbindung KDStV Ferdinandea Prag im CV.

## Werke (Auswahl)
- Oberösterreich im Weltkrieg. Weltkriegs-Ehrenbuch dese Kronlandes Oesterreich ob der Enns. Katholischer Pressverein, Linz a. D. 1917.